# 夏空
「夏空」（なつぞら）は、Galileo Galileiのデビュー・シングル。

## 解説
初回仕様限定盤には、「おお振り」描き下ろしワイドキャップステッカーと特製「おお振り」野球カード"Galileo Galileiバージョン"「三橋」が封入された。
表題曲はインディーズ時代に製作した曲を再アレンジしたものが収録されている。歌詞はフルバージョンとテレビアニメのオープニングバージョンでは大幅に異なる。

## 収録曲
（全作詞・作曲:尾崎雄貴／全編曲：Galileo Galilei）
1. 夏空 - 5:18
  - TBS・MBS『おおきく振りかぶって 〜夏の大会編〜』オープニング曲
  - PV及びジャケットには冨田真由が出演している。
2. 花の雨 - 4:00
3. アロズユーフ - 4:04
  - インストナンバー。